# 和田瞳
和田 瞳（わだ ひとみ、1995年2月18日 - ）は、ファッションモデル、女優、海賊をコンセプトとしたアイドルグループ『スマイル海賊団』の元メンバー。フィットに所属していたが同社の破産に伴い、株式会社アポイントに所属となる。東京都出身。

## 来歴
アイドル、レースクイーンを経て、女優として活動している。
2020年8月7日に初の主演映画『悲しき天使』が公開され、夏の連続ドラマ『彼が僕に恋した理由（ワケ）』にも出演し、TOKYO MXほかAmazonPrimeなどでも配信予定。
御朱印ガールでもあり、温泉ソムリエの資格も持っている。
2022年10月7日、フィット所属を発表。
2024年3月22日、所属した「株式会社フィット」は関連会社の「株式会社エンプロ」「株式会社ロジック」とともに、東京地方裁判所より破産手続き開始決定を受ける。

## 人物
- 身長161cm。スリーサイズはB86・W57・H86。
- 趣味は、御朱印集め、旅行、料理。
- 特技は、ピアノ、チアリーディング、ダンス、バドミントン、陸上、黒目を左右に高速に動かすこと。

## 出演

### テレビドラマ
- 彼が僕に恋した理由（ワケ）（2020年、TOKYO MX）
- 彼女はキレイだった (2021年、関西テレビ・共同テレビ) - 藤石聡子 役
- 全裸監督2 (2021年、Netflix) 2話 - 宝子 役
- エロい彼氏が私を魅わす (2021年、FOD) 1話
- 絶対BLになる世界VS絶対BLになりたくない男 (2021年、テレ朝チャンネル)
- 正体 (2022年、WOWOW) - 井尾千草 役
- 家庭教師のトラコ (2022年、日本テレビ) 7話 - 銀座のホステス 役
- 刑事7人 SEASON8（2022年、テレビ朝日） 1話 - 笠井愛美 役
- 育休刑事 (2023年、NHK) 9話 - 庄司萌 役[4]
- ACMA:GAME 第1話（2024年4月7日、日本テレビ） - 高橋結衣 役[5]
- 傀儡の声（2024年9月29日、TOKYO MX2） - 山神奈津子 役（主演）

### 映画
- 誰も死なない（2008年11月22日）
- 悲しき天使（2020年8月7日） - 一美 役（主演）
- 農家の嫁は、取り扱い注意!（2021年4月2日） - 加藤アサミ 役
  - Part1 天使降臨篇
  - Part2 有機ある大作戦篇
- 甲州街道から愛を込めて（2022年8月5日）- 吉田ルミ 役
- 遠くへ，もっと遠くへ（2022年8月13日） - 設楽光子 役
- 生きない（2023年11月4日）[6]

## DVD（“瞳”名義）
- 瞳　瞳の奥のヒミツ（2017年5月26日、スパイスビジュアル）

## 書籍

### 写真集
- Seiren（2020年9月23日、講談社、撮影：西田幸樹）ISBN 978-4065213285